# Mohamed Benaissa
Mohamed Benaissa (àrab: مُحمَّد بن عيسى)  (Asilah, 3 de gener de 1937 - Rabat, 28 de febrer de 2025) va ser un periodista, polític i diplomàtic marroquí, ministre i ambaixador del seu país als Estats Units d'Amèrica.

## Biografia
Llicenciat en Periodisme per la Universitat de Minnesota (Estats Units), va ampliar després estudis en la Universitat de Colúmbia. Va treballar com a agregat de premsa en la representació diplomàtica del Marroc a les Nacions Unides i més tard a Etiòpia. Entre 1967 i 1971 va passar a formar part de l'equip de consellers de la FAO per Àfrica. Després va seguir desenvolupant treballs en les oficines d'informació de la FAO a Roma, arribant a ser conseller del Secretari General de les Nacions Unides en la Conferència de la FAO el 1974 i 1975 i assessor d'informació i comunicació de Nacions Unides fins a 1985.
Va poder compatibilitzar, a meitat de la dècada dels anys 80, la seva activitat internacional amb el càrrec d'alcalde d'Asilah, la seva ciutat natal i de la circumscripció de la qual també n'era diputat, al mateix temps que va exercir com redactor en cap dels diaris Al-Mithaq i Al-Maghrib. També hi va instaurar el Premi Tchicaya U Tam'si de Poesia Africana de 1989 a 2014.
Es va incorporar al govern del Marroc en 1985 quan va ser nomenat Ministre de Cultura, on va cessar el 1992 per ser nomenat ambaixador del Marroc als Estats Units. Va tornar al Govern el 1999 com a Ministre d'Afers exteriors, que va ocupar de forma ininterrompuda fins a 2007, quan fou rellevat per Taieb Fassi-Fihri.
Benaissa és autor (amb Tahar Ben Jelloun) de "Grains de Peau" (1974) i d'assaigs i treballs sobre desenvolupament i comunicació. En 1989, Asilah va ser receptora del Premi Aga Khan d'Arquitectura per al projecte de desenvolupament urbà. El 2010, Benaissa va guanyar el Premi Literari Sheikh Zayed, "Personalitat cultural de l'any", un premi d'uns 300.000 dòlars.

### Acusació de difamació a Aboubakr Jamaï
A l'abril de 2000, Benaissa va presentar una demanda de difamació contra els editors Aboubakr Jamaï i Ali Amar del noticiari marroquí Le Journal Hebdomadaire per a una sèrie d'articles de 1999 on al·legaven que Benaissa es va beneficiar de la venda d'una residència oficial durant el seu mandat com ambaixador als Estats Units. Jamaï més tard va especular que Benaissa "estava esperant un senyal" per atacar els diaris i que va veure la seva oportunitat després de l'anunci d'una prohibició del govern. El 2001 ambdós periodistes foren declarats culpable i van ser condemnats a pagar danys a Benaissa de 2 milions de dòlars (US $ 200,000). A més, Jamaï va ser sentenciat a tres mesos de presó i Amar a dos mesos. Reporters Sense Fronteres es va posar de part dels editors i va demanar immediatament que el ministre de Justícia del Marroc revoqués el veredicte tot afirmant que "les multes no han de ser utilitzades per les autoritats amb l'objectiu d'aturar l'aparició o la publicació d'un mitjà de comunicació".